# Norman Shaw Buildings

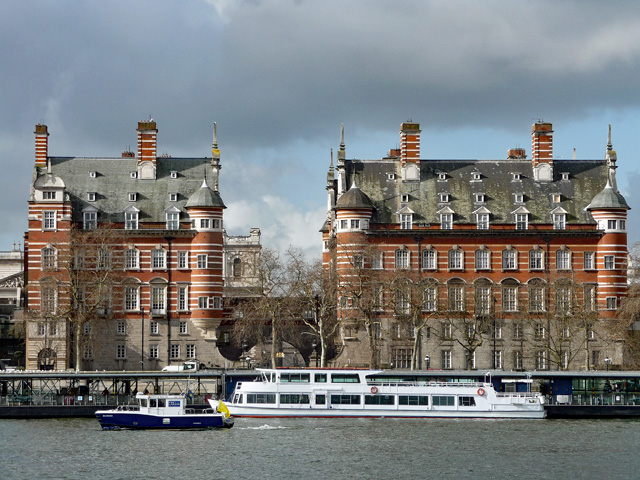
Norman Shaw Buildings, bâtiments Nord (centre) et Sud (gauche)

Les bâtiments Norman Shaw (anciennement New Scotland Yard) sont deux bâtiments situés à Westminster, à Londres, surplombant la Tamise. Construits par le célèbre architecte Richard Norman Shaw entre 1887 et 1906, ils étaient à l'origine l'emplacement de New Scotland Yard (le siège de la police métropolitaine) entre 1890 et 1967, mais à partir de 1979, ils ont été utilisés comme bureaux parlementaires et ont été nommés Norman Shaw Buildings Nord et Sud, augmentant l’espace limité du palais de Westminster. 

## Architecture
Les bâtiments sont construits en briques rouges et en pierre de Portland blanches sur une base en granit de style roman victorien. Ils sont situés sur Victoria Embankment, entre Portcullis House - au sud - et New Scotland Yard, au nord. 

## Réaménagement par la Chambre des Communes
Le bâtiment nord a été rénové entre 1973 et 1975 au prix de 3,25 millions de livres sterling; les murs extérieurs ont été nettoyés et l'intérieur a été réaménagé en bureaux pour 128 députés et leurs secrétaires, dortoirs (convertis en bureaux en 2002), studios de télévision, une bibliothèque et la salle d'impression de la Chambre des communes. Les faux plafonds ont été construits pour conserver la chaleur et améliorer l'éclairage et des tapis ont été posés. 
En 2000, une passerelle menant au palais de Westminster via la maison Portcullis a été créée afin de réduire le temps nécessaire aux membres pour se rendre à la chambre des divisions (vote). Le bâtiment sud a été rénové entre 1976 et 1979 avec des bureaux pour 56 députés, un gymnase (qui a ensuite été transféré dans un autre bâtiment) et un appartement pour le greffier de la Chambre. Aucun faux plafond ou moquette n'a été installé, aucun nettoyage extérieur n'a été effectué. Une rénovation supplémentaire de l'intérieur et de l'extérieur et du toit a été effectuée entre 2001 et 2003.  
En décembre 2016, la société WSP Parsons Brinckerhoff s'est vu attribuer le contrat de gestion d'un important projet de rénovation de divers immeubles de la succession parlementaire (dont les deux immeubles Norman Shaw, le 1 Derby Gate et le 1 Parliament Street). Le projet devrait être terminé au début des années 2020. 

## Bureaux du chef de l'opposition
Les bureaux du chef de l’opposition sont installés dans une suite des immeubles  Norman Shaw depuis l’époque de Michael Howard. Outre Howard, David Cameron  Ed Miliband  et Jeremy Corbyn  ont conservé leurs bureaux dans le bâtiment pendant leur mandat de chef de l’opposition. 

## Voir également
- Albion House - l'ancien siège de la White Star Line à Liverpool, inspirés par l'architecture des bâtiments de Norman Shaw.